# 2697 Albina
A 2697 Albina (ideiglenes jelöléssel 1969 TC3) egy kisbolygó a Naprendszerben. Burnasheva, B. A. fedezte fel 1969. október 9-én.